# Domingo de carnaval
Domingo de carnaval es una película española dirigida, escrita y producida por Edgar Neville en 1945.

## Sinopsis
Una avara prestamista es asesinada el mismo día que comienza el carnaval en Madrid. Un vendedor de relojes, que adeudaba una gran cantidad a la anciana, es el principal sospechoso del crimen. La hija de él decide investigar por su cuenta.

## Reparto
- Conchita Montes: Nieves
- Guillermo Marín: Gonzalo Fonseca
- Fernando Aguirre
- Carlos Álvarez Segura
- Manuel Arbó
- Ildefonso Cuadrado
- Fernando Fernán Gómez
- Ginés Gallego
- Francisco Hernández
- Julia Lajos
- Mariana Larrabeiti
- Juanita Mansó
- Manuel Requena
- Joaquín Roa
- Alicia Romay

## Localidades de rodaje
Se rodó en la ciudad de Madrid.